# Coquillettomyia bidenticulata
Coquillettomyia bidenticulata är en tvåvingeart som beskrevs av Bu och Zheng 1994. Coquillettomyia bidenticulata ingår i släktet Coquillettomyia och familjen gallmyggor.
Artens utbredningsområde är Heilongjiang (Kina). Inga underarter finns listade i Catalogue of Life.